# Escudo de Sealand
El escudo de Sealand es uno de los dos símbolos nacionales de este país, junto a la bandera nacional.

## Descripción heráldica
Está formado por un campo terciado en barra de plata (gris o blanco), de gules (rojo) la partición superior y de sable (negro) la inferior.
Sostienen el escudo dos leones marinos heráldicos, coronados de oro (amarillo o dorado).
Timbra el escudo un yelmo con lambrequines de armiño y gules surmontado por una corona abierta de oro y una cimera de plata con forma de guante de armadura que sostiene seis trazos de gules que representan rayos.
La cimera aparece colocada delante de un círculo de oro cargado con cuatro trazos de azur (azul).
En la parte inferior, escrito en una cinta, figura el lema de Sealand: «E Mare Libertas» («Desde el Mar, Libertad»)
- Datos: Q1286536